# Pseudoplasmódio
Pseudoplasmódio, também designado por grex (latim para "rebanho"), é a designação dada nas ciências biológicas aos agregados de organismos ameboides unicelulares formados por protistas dos agrupamentos taxonómicos Acrasida e Dictyosteliida.